# Eddy Gordo
Eduardo Gordo is een 29-jarig personage uit de computerspelreeks Tekken.
Wanneer zijn ouders worden vermoord door de maffia, kan zijn vader nog net vlak voor zijn dood raad geven aan Eddy zichzelf naar de gevangenis te sturen om uit de handen te blijven van de maffia. In de gevangenis leerde hij een man die later zijn meester werd om een baas in de capoeira te worden.
Eenmaal uit de gevangenis deed hij mee aan de Tekken 3 om uit te zoeken wie verantwoordelijk waren voor de dood van zijn ouders. Op dit toernooi leert hij dat Kazuya Mishima er iets mee te maken heeft.
Eenmaal terug leert hij de dochter van zijn leraar, Christie Monteiro, de vechtsport capoeira omdat hij dat beloofd had. Opeens verdwijnt hij en Christie doet mee aan de Tekken 4 om hem op te sporen.
Wanneer hij terugkeert, doen Eddy en Christie mee aan de Tekken 5 om hulp te vragen, omdat de grootvader van Christie bijna dood gaat aan een ziekte. Ondertussen gaat Eddy de confrontatie aan met Kazuya. Wat er vervolgens gebeurde is nog niet bekend.
In Tekken 6 werkt hij voor Jin Kazama, zij sloten een deal als hij lid wordt van Mishima Zaibatsu's dat hij een team zal opereren. Jammer genoeg overleed de grootvader en nam Eddy ontslag van Mishima Zibutsu's.